# هادي طباطبائي
هادي طباطبائي (19 يونيو 1973 برشت في إيران - ) هو لاعب كرة قدم إيراني في مركز حراسة المرمى. شارك مع منتخب إيران لكرة القدم. أما مع النوادي، فقد لعب مع استقلال رشت ونادي استقلال طهران ونادي باس طهران ونادي برسبوليس ونادي بهمن كرج ونادي تربيت بدني يزد ونادي صبا قم ونادي فجر شهيد سباسي ونادي كشاورز.

## وصلات خارجية
- هادي طباطبائي على موقع قاعدة بيانات كرة القدم.إي يو (الإنجليزية)
- هادي طباطبائي على موقع ناشيونال فوتبول تيمز (الإنجليزية)